# Jan Stanisław Sierakowski
Jan Stanisław Sierakowski herbu Dołęga (zm. w 1702 roku) – sędzia stężycki w latach 1701-1702, łowczy czerski w 1687 roku, podstarości i sędzia grodzki stężycki, sędzia kapturowy i porucznik pospolitego ruszenia ziemi stężyckiej w 1696 roku.